# Hockey Club Lodi 1966
Questa voce raccoglie le informazioni riguardanti l'Hockey Club Lodi nelle competizioni ufficiali della stagione 1966.

## Maglie e sponsor
| 1ª divisa |

## Rosa
| N° | Naz.              | Ruolo | Sportivo         |  |  |  |
| -- | ----------------- | ----- | ---------------- |  |  |  |
| ?  | Italia (bandiera) | E     | Giuseppe Bisleri |  |  |  |
| ?  | Italia (bandiera) | E     | Piero Carini     |  |  |  |
| ?  | Italia (bandiera) | E     | Pietro Peja      |  |  |  |
| ?  | Italia (bandiera) | E     | Aldo Gelmini     |  |  |  |
| ?  | Italia (bandiera) | E     | Maurizio Gelmini |  |  |  |
| ?  | Italia (bandiera) | P     | Antonio Patrini  |  |  |  |
| ?  | Italia (bandiera) | E     | Mario Simonetti  |  |  |  |
| ?  | Italia (bandiera) | E     | Rinaldo Uggeri   |  |  |  |

- Allenatore: ?